# عبد الحافظ
عبد الحافظ (بالإنجليزية: Abdul Hafiz)‏ هو قائد عسكري باكستاني وبنغلاديشي، ولد في 6 نوفمبر 1957.